# Свенд Оге Раск
Свенд Оге Раск (дан. Svend Aage Rask, нар. 14 липня 1935 — 29 червня 2020) — данський футболіст, що грав на позиції воротаря за клуб «Болдклуббен 1909», а також національну збірну Данії.

## Клубна кар'єра
У дорослому футболі дебютував 1955 року виступами за команду «Болдклуббен 1909», кольори якої і захищав протягом усієї своєї кар'єри гравця, що тривала п'ятнадцять років. 

## Виступи за збірну
1964 року у складі національної збірної Данії їздив на чемпіонат Європи 1964 року до Франції, де був дублером Лейфа Нільсена.
Свою першу і єдину гру за національну команду провів лише п'ятьма роками пізніше, у 1969.